# Sosarme, re di Media
Sosarme, re di Media és una òpera italiana en tres actes composta per Georg Friedrich Händel (HWV 30) i un llibret adaptat a partir del Dionisio, re di Portogallo d'Antonio Salvi (basat en la història de Dionís I de Portugal), canviant l'escenari de Portugal per Sardes, a Lídia.
Händel completà l'òpera el 4 de febrer de 1732 i fou estrenada el 15 de febrer al King's Theatre de Haymarket, a Londres, amb la participació del famós castrato Francesco Bernardi Il Senesino. Posteriorment fou representada un altre cop el 1734, amb material procedent del Riccardo Primo.